# Diseño de juegos

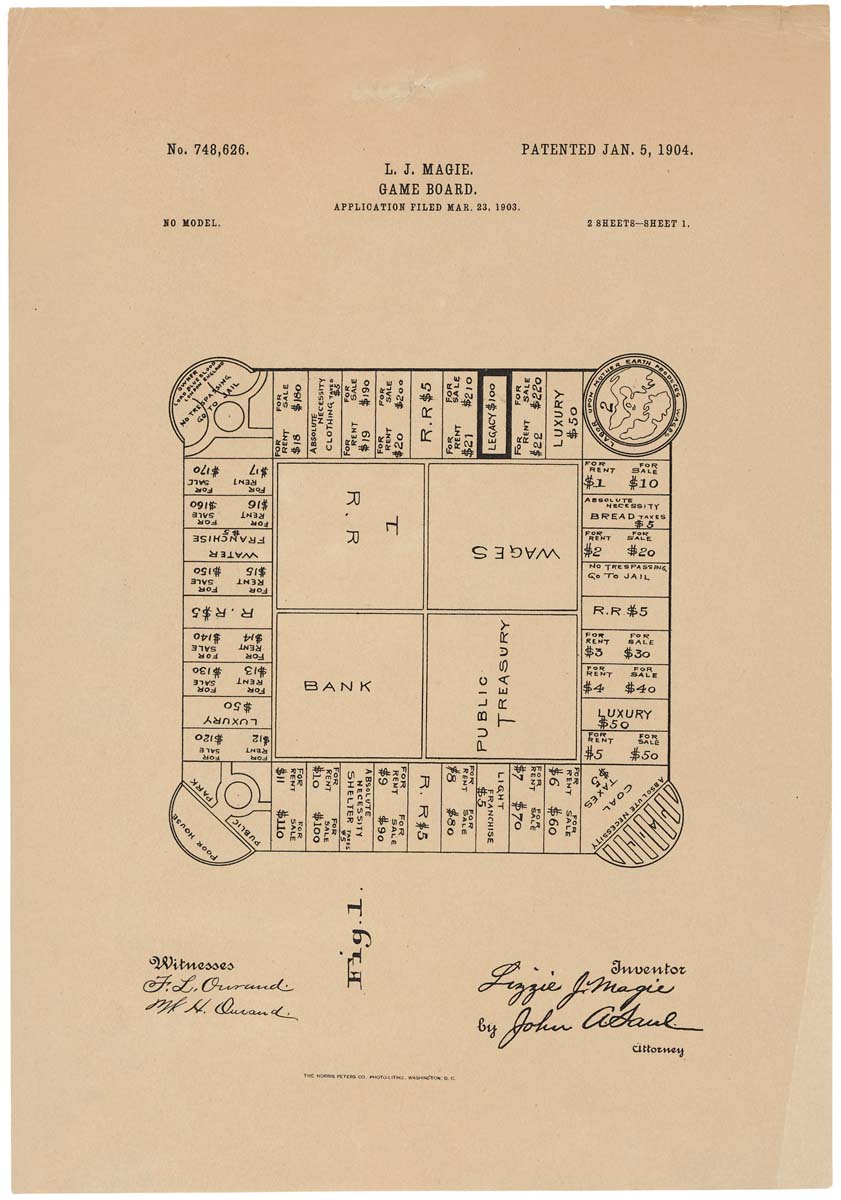
Patente de The Landlord's Game, antecesor del Monopoly, otorgada en 1904 a E. Magie.

El diseño de juegos es el proceso de diseñar el contenido, los antecedentes y las reglas de un juego y de cualquier sistema interactivo recreativo. Los diseñadores de juegos profesionales se especializan en ciertos tipos de juegos, como juegos de mesa, juegos de naipes o videojuegos, al igual que en ciertas áreas que requieran la interacción entre una persona y un sistema. Ayudan a facilitar la interacción entre jugadores, ya sea con fines médicos, militares, educacionales o por entretenimiento. El diseño de juegos suele ser aplicado principalmente a los ambientes virtuales, aunque se sigue empleando para elaborar juegos fuera del espacio virtual, además de ser empleado para crear sistemas interactivos afuera del área de juegos.

## Historia.
El concepto de diseño han ido pasando por distintas fases, desde su identificación con la primitiva "lógica" de los juegos (Pong, 1975) hasta su actual relación con todo ese complejo fenómeno que llamamos "la experiencia de juego", desde la utilización de elementos abstractos que exigían un considerable esfuerzo de interpretación al cerebro del jugador hasta el grado actual de realismo que facilita enormemente su inmersión en el juego, prácticamente desde la época de Doom (1990) en adelante.
Es el arte de aplicar el diseño y la estética para crear un juego para facilitar la interacción entre los jugadores para el entretenimiento o para la educación, el ejercicio o con fines experimentales.
En la generación de los 8 bits, el diseño se centraba en desarrollar interfaces y mecanismos extremadamente simples, buscando crear una cierta adicción en el jugador (básicamente porque ese era el modelo de negocio). En los años 90 hubo un boom tecnológico que hizo que primaran los diseños centrados en los aspectos multimedia del juego (gráficos, sonidos y efectos especiales). Hoy día aún vivimos bajo los efectos de ese boom tecnológico, aunque cada vez va quedando más claro que lo importante es ofrecer una experiencia de juego que satisfaga las expectativas del público objetivo. Los diseños se adecuan a distintos propósitos (Mario Kart es un divertido arcade de carreras para todos los públicos, Grand Theft Auto es un juego cada vez más casual de coches, acción y violencia para adultos, Doom 3 es la última tecnología para el FPS hardcore de toda la vida, etcétera).
En el albor de los videojuegos, Crawford y otros pioneros hablaban abiertamente del nacimiento de un nuevo y revolucionario arte procedural. La industria actualmente no considera el diseño de juegos como una labor artística (lo que sí ocurre con la música o el grafismo), principalmente porque la mayor parte del trabajo real de un diseñador reside en la producción masiva de contenidos.
El diseño de un juego hoy día depende de lo que dicte la moda, la demanda generada en el mercado de masas. Los miembros del estudio de desarrollo, además de a su propia capacidad y organización, se encuentran sujetos a los intereses de agentes externos, como la editorial, los productores o las restricciones de las plataformas de desarrollo. Sony, Microsoft o Nintendo obligan a respetar estrictos estándares para poder desarrollar en sus consolas, especialmente para las de nueva generación ya que ofrecen características muy diferentes unas de otras. Editoriales como THQ, Activision, EIDOS o Electronic Arts son famosas por supervisar muy de cerca el desarrollo de sus juegos, lo cual se justifica con el riesgo económico que asumen en cada proyecto (de varios millones de euros, generalmente).

## Conceptos Principales

### Concepto general
En "Elementos del diseño de juegos", el diseñador Robert Zubek define el diseño de juegos dividiéndolo en tres elementos:
- Mecánicas y sistemas de juego, que son las reglas y los objetos del juego.
- Jugabilidad, que es la interacción entre el jugador y las mecánicas y los sistemas. En "Chris Crawford on Game Design", el autor resume sucintamente la jugabilidad como "lo que hace el jugador".[3]
- Experiencia del jugador, que es cómo se siente el usuario al jugar.

### Tema
El tema de un videojuego es lo más importante al desarrollar un juego, ya que este va definir el tipo de arte, mecánicas y dinámicas de un juego. Los temas pueden variar, ya sea ciencia ficción, arcade, fps, etc.

### Gameplay
La jugabilidad o Gameplay es lo que el jugador hace durante el juego, gobernado por las interacciones de uno o más sistemas de juego. La jugabilidad está en el corazón del proceso de diseño y es normalmente probada extensa y refinadamente. El objetivo de la jugabilidad es hacer el juego divertido e interesante para el jugador o el espectador. La jugabilidad es interactiva y normalmente desafía al jugador de alguna manera. Se puede decir que la jugabilidad define experiencia del jugador ante un sistema de juego determinado, cuyo principal objetivo es divertir y entretener.

### Presentación
- La presentación es cómo es el juego y cómo se plantea su tema. Es la manera de mostrarle al público de qué se trata, y de enseñarles el tipo de juego realizado. Se utiliza para crear una audiencia y posibles jugadores. Generalmente se presenta el Concept Art y una parte del Gameplay para generar el look & feel, y se explican sus mecánicas principales y un poco de la historia. Se menciona también la fecha de entrega y el valor monetario del juego. Aunque la presentación final del juego no se crea normalmente por el diseñador del sistema de juego la opinión del diseñador es normalmente pedida.

### Jugadores
Los juegos son diseñados como experiencias que los jugadores, voluntariamente, deben querer experimentar. Cuando esto sucede, los jugadores entran en un "área mágica" conocida como el Círculo mágico (juegos virtuales) propuesto por Johan Huizinga, donde las reglas del juego cobran un valor especial, a pesar de que en el mundo real estas carezcan de todo sentido o valor. 
Objetivo
Los objetivos le dan a los jugadores algo para esforzarse, una meta, estos definen lo que el jugador esta tratando de conseguir. A diferencia de otras formas de entretenimiento como el cine o la literatura, el juego necesita objetivos para que las acciones y decisiones de sus jugadores tengan sentido. El juego puede tener varios objetivos para satisfacer a diferentes tipos de jugadores. 

#### Tipos de jugadores
Cuando se diseña un juego, se debe tener siempre en mente a los jugadores. Se debe tener una audiencia objetivo y se deben tener en consideración los "Tipos de jugadores" propuestos en la Taxonomía de Bartle. Estos tipos de jugadores son:
- Social: Jugadores cuya motivación para jugar el juego no es el juego en si, si no su factor social. La interacción con otras personas, ya sean cercanas o completamente desconocidas, son factores que llamaran la atención del jugador social.

- Asesino: Jugadores cuya motivación para jugar es, principalmente, matar y demostrar su superioridad a otros jugadores. Elementos como las "leaderboards" (Tablas de puntuación), el PvP (Player vs Player) y las recompensas por destreza son los que más llamaran la atención del jugador asesino, pero se debe tener mucho cuidado de equilibrar la interacción que estos tipos de jugadores tienen con los demás ya que podrían orillar a otros jugadores no asesinos a abandonar completamente el juego al ver su experiencia frustrada por este tipo de jugador.
- Achievers o "cazadores de logros": Jugadores cuya motivación para jugar es obtener trofeos, medallas, logros o cualquier cosa que recompense su avance en el juego y sean capaces de coleccionar y mostrar a otros jugadores.
- Exploradores: Jugadores cuya motivación para jugar es la exploración. Mapas grandes, detallados y con zonas u objetos ocultos o secretos son las cosas que llamaran la atención de este tipo de jugador. Entre más cosas haya por descubrir en el juego, mucho más tiempo invertirán en este.

No todos los juegos tienen como objetivo complacer a todos los tipos de jugadores, pero si se logra un equilibrio entre los cuatro tipos, el juego tendrá la capacidad de atraer a una audiencia mucho más grande y variada. Un buen ejemplo de un juego capaz de equilibrar los cuatro tipos de jugadores es Pokémon.

### Mecánicas
Lo que define un juego es su mecánica, sus reglas, lo que los jugadores deben llevar a cabo para vencer. La gran labor del creador de juegos es conseguir un conjunto de reglas que estén equilibradas y permitan disfrutar a los jugadores. Las mecánicas permiten crear una serie de experiencias para el usuario que enriquecen la actividad aportando un mayor atractivo y motivación al gameplay. 

### Toma de decisiones
Las decisiones son una parte importante en el diseño de juegos. Tal como Sid Meier (Renombrado programador y diseñador de la serie de juegos Civilization) dijo, “Los juegos son una serie de interesantes decisiones”. Un juego necesita proponer algún tipo de decisión al jugador para hacerlo más interesante. Algunos tipos de decisiones que pueden agregarse a un juego son:
- “Intercambio”: Permitir que el jugador elija sacrificar algo a cambio de otra cosa.
- “Persistencia”: El jugador deberá soportar las consecuencias de una decisión por un periodo de tiempo ( Puede ser un corto periodo o un periodo más extendido ).
- “Situacional”: Una decisión que puede ser buena o mala dependiendo de la situación en la que el jugador se encuentra al momento.
- “Personalización”: Permitir que el jugador pueda crear un estilo propio de juego basado en sus decisiones.

Hick´s Law
Esta ley es una parte fundamental en la toma de decisiones, básicamente dice que el tiempo que le toma a un jugador el tomar una decisión aumenta logarítmicamente con cada elemento que puede elegir.
La forma matemática es T = a + b log2 (n), donde T es el tiempo de reacción, n es el número de decisiones, y a,b son constantes que dependen de diferentes condiciones. La variable a también depende de si el usuario tiene la opción de elegir o no una decisión.
Entre más decisiones tengas, más des motivación sentirá el usuario al tomar una, se tiene que balancear la cantidad de decisiones para que el juego no se sienta linear pero tampoco muy complicado.
Diseño de personajes
El personaje es de las cosas más importantes en un videojuego es el que tiene que hacer las acciones y misiones para poder terminar un juego.
Para empezar a construir el personaje tienes que tener muy claro como es la historia y como es su personalidad para que todo encaje.
El diseñador tiene que plasmar su ideas sobre las ideas del personaje, tiene que hacer muchos bocetos para elegir como va a quedar el personaje. El guionista puede ayudarle para darle mejores ideas de como hacerlo.
El diseñador lo tiene que modelar en 3D. El primer modelaje en 3D tiene muchos detalles con una gran calidad.
Los animadores se encargan de darle movimientos(caminar, correr, saltar...) para que así pase a la textura del personaje y el color.

### Diseño de Niveles
Uno de los pilares principales en el Diseño de Juegos es el Diseño de Niveles, pues es a partir de este que el jugador interactúa con el juego en cuestión, se le plantean objetivos y retos a través del juego que lo invitan a seguir jugando y ayudan en la inmersión de la experiencia.
El buen Diseño de Niveles es aquel que lleva de la mano al jugador hacia la meta de manera inconsciente evitando la confusión y la ralentización. Este método consiste en la colocación estratégica de obstáculos y utilería ambiental y estética, que dirige la atención del jugador a caminos claros en su lugar. También niveles pueden ser diseñados para obligar a los jugadores a explorar el mapa y avanzar, así como también para añadir dificultad y reto de manera progresiva al juego.
También consiste en el manejo de colores que den vida al entorno para poder guiar al jugador a lugares clave, incluso si la interfaz es inexistente.
Un ejemplo de un buen diseño de niveles es el del género conocido como metroidvania, que generalmente tienen un gran mapa mundial interconectado que el jugador puede explorar, aunque el acceso a partes del mundo a menudo está limitado por puertas u otros portales que sólo pueden abrirse después de que el jugador haya adquirido objetos especiales, herramientas, armas o habilidades dentro del juego. Adquirir tales mejoras también puede ayudar al jugador a derrotar a los enemigos más difíciles y localizar accesos directos a áreas secretas. A través de esto, los juegos de metroidvania incluyen una integración más estrecha entre la historia y el diseño de niveles. El diseño cuidadoso de niveles y el control del personaje estimulan la exploración y experimentación, además de ser un medio para que el jugador cree mayor empatía con su personaje.

## Iteración

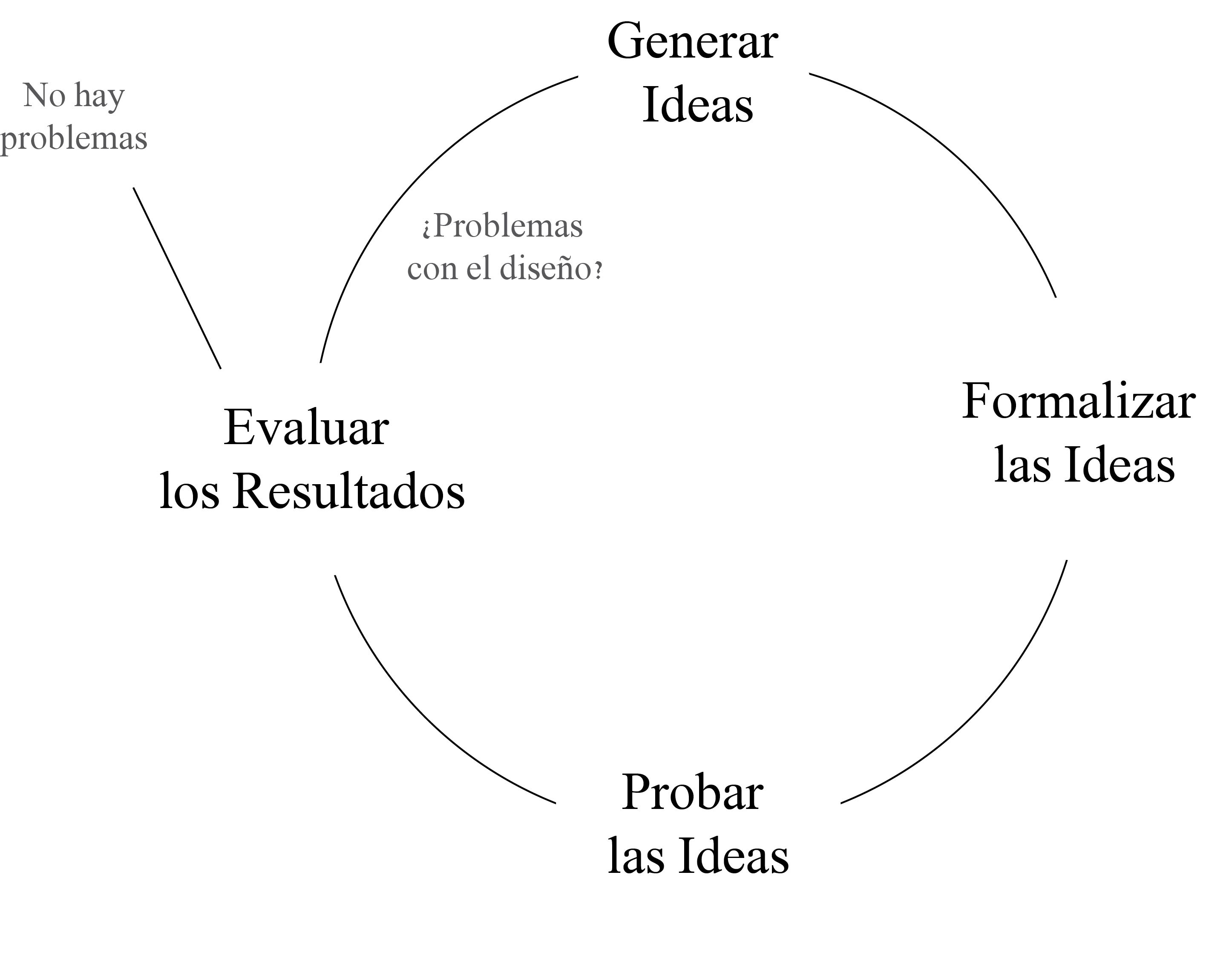
Diagrama iterativo del proceso que se utiliza actualmente para diseñar y desarrollar videojuegos.

En el libro Game Design Workshop, según Tracy Fullerton cuando hablamos del desarrollo de una idea creativa nos referimos a la Iteration, también conocido como Iteración, el cual es un modelo que nos permite realizar un proceso detallado del diseño del juego, en el cual se realizan pruebas y evaluaciones de resultados una y otra vez con el fin obtener ideas y prototipos del videojuego.
Los pasos para realizar la Iteración son los siguientes:
- Lluvia de ideas (Brainstorming): Realizar una lluvia de ideas es de bastante ayuda, ya que permite a los diseñadores proyectar diferentes puntos de vista de lo que planea realizar o resolver.
- Prototipo físico (Physical Prototype): Comúnmente el prototipo físico es realizado en lápiz y papel. Esto con el objetivo de realizar una prueba rápida de la jugabilidad, experiencia y metas del juego.
- Presentación (Presentation): Esto se refiere a la contratación del equipo de trabajo, así como la financiación del proyecto.
- Prototipo software (Software Prototype): El prototipo digital nos sirve de referencia para experimentar las mecánicas que se desarrollarán en la producción.
- Documento del diseño (Design Documentation): La documentación es de suma importancia, ya que será la compilación del prototipo del juego. Esto con el fin de evitar repetir los mismos errores a la hora de realizar la producción.
- Producción (Production): Es el momento en el que el equipo de trabajo comienza a digitalizar todo aquello que se encuentre en la documentación.
- Control de calidad (Quality Assurance): Es la última vez para asegurarnos que nuestro juego es lo suficientemente estable y accesible para salir al público objetivo.

Entonces cuando hacemos uso de una iteración, podemos crear un apartado diferente, crear objetivos y estatus emocionales, con estas fases de creación el ser humano ha entendido que la mejor manera de hacer que una idea se vuelva jugable es implementar un producto a partir de alguno de estos apartados. La iteración se vuelve primordial en el desarrollo de un prototipo jugable cuando el usuario deja de sentir algo por su juego.

## Prototipos
Los prototipos le sirven al diseñador para corregir o balancear el juego. Por medio del testing de los prototipos, se puede saber qué características del juego están desbalanceadas, al ser injustas para el jugador y haciendo que este se frustre o, en el caso de ser un juego multijugador, el jugador se sienta más poderoso que los demás. Esto también le ayuda al diseñador a saber si las mecánicas cumplen con su expectativa y en el caso de no hacerlo, estar a tiempo para cambiarlas o modificarlas.
Prototipar la idea:
- Visualizar las mecánicas principales del juego: Esto se realiza encontrando las mecánicas que más se repetirán en el juego y que permiten recompensar al jugador cuando las mecánicas son realizadas (Ejemplo: League of Legends – Matar minions – Ganar experiencia y oro).

### Prototipos Físicos
Ventajas de los prototipos físicos:
- Permite enfocarse en el gameplay más allá de la tecnología.
- Son baratos a comparación de otros tipos de prototipos.
- Permite realizar cambios en las mecánicas sin usar el código del juego.
- Puede usarse para la mayor parte de los juegos.
- Permite corregir errores tempranamente.
- No se necesitan conocimientos en programación para crear un prototipo físico.

Crear el prototipo físico:
- Fundamentos: Usar cartas, dados, papel, plumas, etc. Para replicar las mecánicas básicas del juego.
- Estructura: Forma en la que se avanza en el juego, lo espacios que se avanza, el poder de ataque y todo aquello que permita entender y ejecutar mejor los fundamentos del juego.
- Detalles formales: Escribir reglas y procesos que se utilizan dentro del juego.
- Refinamiento: Corregir errores dentro del juego, encontrar las mecánicas que funcionan y las modificaciones que puede recibir el juego, mejorar las reglas y procesos y probar de nuevo hasta estar satisfecho con los resultados.

### Prototipos Digitales
Mantienen una forma sencilla de mostrar las mecánicas dentro del sistema sin necesidad de crear un producto final.
Existen 4 puntos importantes para crear un prototipo digital:
- Prototipar las mecánicas de juego: Existen mecánicas que pueden analizarse mejor dentro de un sistema digital que en uno físico, de nuevo, las mecánicas deben mantenerse simples y tratar de responder a las preguntas de “¿Para qué y por qué existe esta mecánica?”.
- Prototipar la estética del juego: Crear representaciones simples de las gráficas del juego. Pueden ayudar a desarrollar una mejor comprensión del funcionamiento del juego. Usar storyboards, arte conceptual y detalles gráficos nos permite corregir y analizar lo que funciona y lo que no funciona dentro de la estética del juego.
- Prototipar la kinestesia del juego: Busca reproducir la forma en que el juego “se siente”, saber cómo funciona. Usar ciertas mecánicas dentro de un medio digital puede ayudar a encontrar mejores formas de implantar dichas mecánicas (Ejemplo: usar un stick análogo en vez de un stick regular para moverse, etc.)
- Prototipar la tecnología: Probar el modo en el que la kinestesia del juego funciona dentro de cierto tipo de tecnología y como puede ayudar a cambiar la mecánica (Ejemplo: Jugar un juego en una pantalla touch en vez de hacerlo con un mando, usar un teclado y mouse en vez de un mando, etc.)

Existen otros puntos importantes a tomar en cuenta dentro de los prototipos digitales:
- Crear sistemas de controles: Gracias a prototipar la kinestesia y tecnología del juego puede mostrarse una forma más coherente y mejor de llevar a cabo una mecánica dentro del juego a través de la tecnología con la que disponemos, esto depende de la cantidad de acciones que deben realizarse, combinaciones de botones, movimientos, etc.(Ejemplo: Jugar Candy Crush en una pantalla touch es más efectivo que hacerlo con un mando al igual que jugar un MOBA como Smite o LOL es más efectivo cuando se hace con un teclado)
- Seleccionar puntos de vista: Elegir el mejor punto de vista para un videojuego permite encontrar la mejor manera de representar las mecánicas de manera que puedan ser llevadas a cabo de manera efectiva (Ejemplo: Jugar un juego de deportes en primera persona elimina la posibilidad de ver de forma efectiva a los miembros del equipo que se encuentran en una zona, sin embargo una vista aérea permite observar de mejor manera al equipo). Existen distintos tipos de vistas:

- Primera persona:  Permite ver con los ojos del personaje. Apto para cualquier juego del género shooter, a menudo se utiliza como un modo extra de vista en los juegos de carreras y las aventuras. Con el desarrollo de la tecnología VR vista en primera persona recibió una segunda vida y, posiblemente, en el futuro será la única o la principal punto de vista en los juegos.
- Tercera persona: Conocida como “vista sobre el hombro” permite ver una porción o la totalidad del personaje sin abandonar la posibilidad de mostrar una cierta parte de lo que el personaje ve
- Vista “sobre la cabeza”: Permite ver TODO el juego en un solo cuadro, parecida a la “Top Down View” nos permite conoce por completo los elementos dentro del juego pero sin la posibilidad de cambiarlos ya que los cambios que sufre el juego suceden en el mismo escenario (Ej: los juegos de ajedrez)
- Side View: Nos permite ver lo que sucede en el juego de manera que este sucede en una especie de escenario que avanza (Ej: Super Mario World)
- Vista Isométrica: Puede llamarse una “Vista de Dios”, permite ver el escenario de un mundo en 3D sin una visión linear (Ej: Age of Empires, Diablo, Bastion, etc.)

Diseñar interfaces:
Permiten mostrar la información necesaria para la realización del juego de forma que nos ayude a resolver de mejor manera las mecánicas del mismo. Esto se logra a través de algunos pasos:
- Definir lo que el personaje necesita: Si es un reo intentando escapar hay que saber cómo lo va a hacer, qué herramientas usará, qué habilidades tendrá
- Usar metáforas: Pueden usarse diferentes metáforas para una misma necesidad, por ejemplo, para guardar ítems un explorador puede usar una mochila mientras que un superhéroe puede usar un cinturón con herramientas.
- Visualización: Usar cosas conocidas como representar la vida con una barra roja o corazones, etc.
- Agrupar características: Por ejemplo, mantener la visualización de las armas en una esquina de la pantalla, la información de la misión en otra sección, la vida y munición del personaje en otra, etc.
- Consistencia: Mantener la misma visualización de elementos durante todos los niveles o todo el desarrollo de la historia y hacer cambios a menos que se necesiten, como al encontrar un arma o ganar una habilidad.
- Feedback: Dejarle saber al jugador si las acciones que realiza están bien o mal a través de lo que sucede en la pantalla

Herramientas para los prototipos digitales:
- Lenguajes de programación
- Engines
- Editores de niveles

## La estructura de los juegos
Otro de los puntos importantes que se habla en el libro de Game Design Workshop es que no todos los juegos cuentan con una estructura exactamente igual. Todos los juegos son diferentes, un juego de mesa funciona diferente a un juego de acción, por ejemplo. Sin embargo, por más distintos que sean, todos comparten características en común, puesto que después de todo, todos ellos son juegos.
Algunos puntos de estructura común que encontraremos en todo juego son:
- Jugador: Los juegos se caracterizan por ser juegos porque a diferencia de otros medios, estos necesitan una interacción con el usuario o espectador para poder funcionar para lo que fueron diseñados amanera correcta. Tiene que haber por lo menos un jugador que tome decisiones y se involucre, también participa en la elaboración del juego de manera activa.
- Objetivo u objetivos: Todo juego tiene una meta a cumplir, un propósito, ya sea terminar un nivel, conseguir más puntos que otro jugador, encontrar un ítem determinado, etc. Ya sea muy simple o extremadamente complejo, todo juego debe contar con por lo menos un objetivo, a veces el mismo juego te da herramientas para que tu elijas tus propios objetivos a seguir.
- Procedimiento: Una guía o serie de instrucciones que explica al jugador qué es lo que debe hacer para conseguir cumplir su objetivo.
- Reglas: Definen con mayor claridad los objetivos del juego, qué está permitido y qué no, son una serie de instrucciones que el jugador acepta para poder entrar a la experiencia del juego, esas mismas reglas limitan al jugador a seguir la línea de la historia que creó un desarrollador de contenido.
- Recursos: Diferentes objetos que están hechos para asistir al jugador para conseguir su objetivo. Por ejemplo, armas especiales, municiones, pociones, artículos que otorgan magia, etc. Los recursos varían dependiendo el juego y no siempre serán los mismos para todos, algunos de esos serán especiales para que el mundo donde te sumerjas sea único.
- Conflicto: Aquello que se interpone entre el jugador y conseguir su objetivo. Puede variar entre ser el tener que competir contra otros jugadores o diferentes obstáculos.
- Frontera: El espacio, físico o imaginario, donde todas las demás características aplican. Las reglas, recursos y procedimientos, sólo funcionan para el juego que fueron diseñados.
- Historia: Aunque la historia en si de un juego no llega a ser importante algunas veces, el aplicar este recurso para generar interés suele ser un gran recurso para hacer el juego más interesante y adictivo.
- Resultado: El cómo termina el juego, quién gana, quién pierde, qué ocurre al cumplir el objetivo final. Pero el resultado debe tener un cierto grado de misterio, si un jugador adivina el final antes de llegar, perderá interés, pues ese misterio es uno de los impulsos que lleva al jugador a continuar.

## 8 tipos de diversión
Según Robin Hunicke, Marc LeBlanc, Robert Zubek
El concepto de diversión o juego se diferencia de jugador a jugador, cada uno de los cuales reacciona de forma única a la misma clase de estímulo.
- Sensación: juego como placer sensual, estimula los sentidos mediante el audio y video, juegos donde puedas utilizar los sentido al máximo.
- Fantasía: juego como hacer creer, mundo imaginario, poder hacer cosas que no se pueden hacer en la realidad.
- Narrativa: Juego como el teatro, jugadores cuentan la historia a través de sus acciones.
- Desafío: juego como carrera de obstáculos, superar obstáculos por satisfacción o para obtener alguna recompensa.
- Comunidad: juego como marco social, jugar con diferentes personas con el fin de socializar.
- Descubrimiento:  juego como un territorio desconocido, necesidad de explorar el mundo del juego.
- Expresión:  juego como autodescubrimiento, la creatividad propia.
- Presentación:  juego como pasatiempo, la conexión con el juego,

## Diseño de juego óptimo
| Elementos necesarios           | Elementos óptimos |
| ------------------------------ | --- |
| Reglas                         | Fácil de aprender, una vida para dominar.                                                                                             |
| Interacción (participación)    | Los jugadores entran en el mundo creado y se olvidan del mundo real.                                                                  |
| Oposición                      | Equilibrado. Habilidad, no suerte, se requiere para ganar.                                                                            |
| Toma de decisiones (no lineal) | Decisiones interesantes. Todas las opciones tienen mérito.                                                                            |
| Meta                           | La meta, y la relación de los jugadores con ella, es clara. La tensión dramática aumenta a medida que el juego llega a su conclusión. |

Si una actividad contiene todos los elementos necesarios enumerados anteriormente, entonces se puede considerar un juego. Pero cuando diseñas un juego no apuntas a lo necesario. En su lugar, establezca sus objetivos de diseño más altos y tratar de lograr resultados óptimos.